# Zospeum galvagnii
Zospeum galvagnii is een slakkensoort uit de familie van de Ellobiidae. De wetenschappelijke naam van de soort is voor het eerst geldig gepubliceerd in 1956 door Conci.